# Aéroport national de l’île d’Astypalée
Pour les articles homonymes, voir JTY.
L’aéroport national de l’île d’Astypalée (grec moderne : Κρατικός Αερολιμένας Αστυπάλαιας) (code IATA : JTY • code OACI : LGPL), également appelé aéroport « Panagía » ou « Panayía » (Αερολιμένας «Παναγίας»), est un aéroport situé sur l’île d’Astypalée, dans le Dodécanèse, en Grèce. L'installation est située à proximité du village d'Análipsis et à environ 12 kilomètres au nord-est de la ville d'Astypalée. 

## Situation
| \| 50 km1:6 137 000 \| Agrinion Aktion Alexandreia Alexandroúpoli Andravida Áraxos Astypalée Athènes · E. Venizélos Céphalonie La Canée Chios Corfou Héraklion Icarie Ioannina Kalamata Kalymnos Karpathos Kassos Kastellórizo Kastoria Kavala Cythère Kos Kotroni Kozani Larissa Lemnos Leros Milos Mykonos Mytilène Naxos Néa Anchíalos Paros Rhodes Maritsa Samos Santorin Sitía Skiathos Skyros Sparte Syros Tanagra Tatoi Thessalonique Tripoli Tympaki Zante Kastelli |
| 50 km1:6 137 000 |

## Compagnies aériennes et destinations
| Compagnies  | Destinations                                                    |
| ----------- | --------------------------------------------------------------- |
| Sky Express | Athènes E.-Venizélos , Kalymnos , Kos , Leros , Rhodes-Diagoras |

Édité le 03/12/2019

## Statistiques
Pour des raisons techniques, il est temporairement impossible d'afficher le graphique qui aurait dû être présenté ici.

Voir la requête brute et les sources sur Wikidata.
| Année | Vols  | Passagers | Changement annuel en passagers |
| ----- | ----- | --------- | ------------------------------ |
| 2001  | 432   | 9 316     | 7,4%                           |
| 2002  | 528   | 10 431    | 12,0%                          |
| 2003  | 665   | 11 331    | 8,6%                           |
| 2004  | 694   | 12 580    | 11,0%                          |
| 2005  | 668   | 13 302    | 5,7%                           |
| 2006  | 1 072 | 15 923    | 19,7%                          |
| 2007  | 976   | 14 806    | 7,0%                           |
| 2008  | 700   | 15 137    | 2,2%                           |
| 2009  | 692   | 14 704    | 2,9%                           |
| 2010  | 740   | 13 609    | 7,4%                           |
| 2011  | 743   | 13 349    | 1,9%                           |
| 2012  | 810   | 12 561    | 5,9%                           |
| 2013  | 802   | 11 940    | 4,9%                           |
| 2014  | 800   | 13 771    | 15,3%                          |
| 2015  | 786   | 14,095    | 2,4%                           |
| 2016  | 760   | 12 014    | 14,8%                          |
| 2017  | 689   | 12 489    | 3,9%                           |
| 2018  | 617   | 14 029    | 12,3%                          |

## Transport terrestre
Il existe un bus municipal desservant l'aéroport (uniquement en été) ou vous pouvez louer un taxi (le trajet coûte environ 5 € pour le centre-ville). Des services de location de voitures sont également disponibles. 

## Voir également
- Transport en Grèce